# Friedrich Wilhelm von Oppel

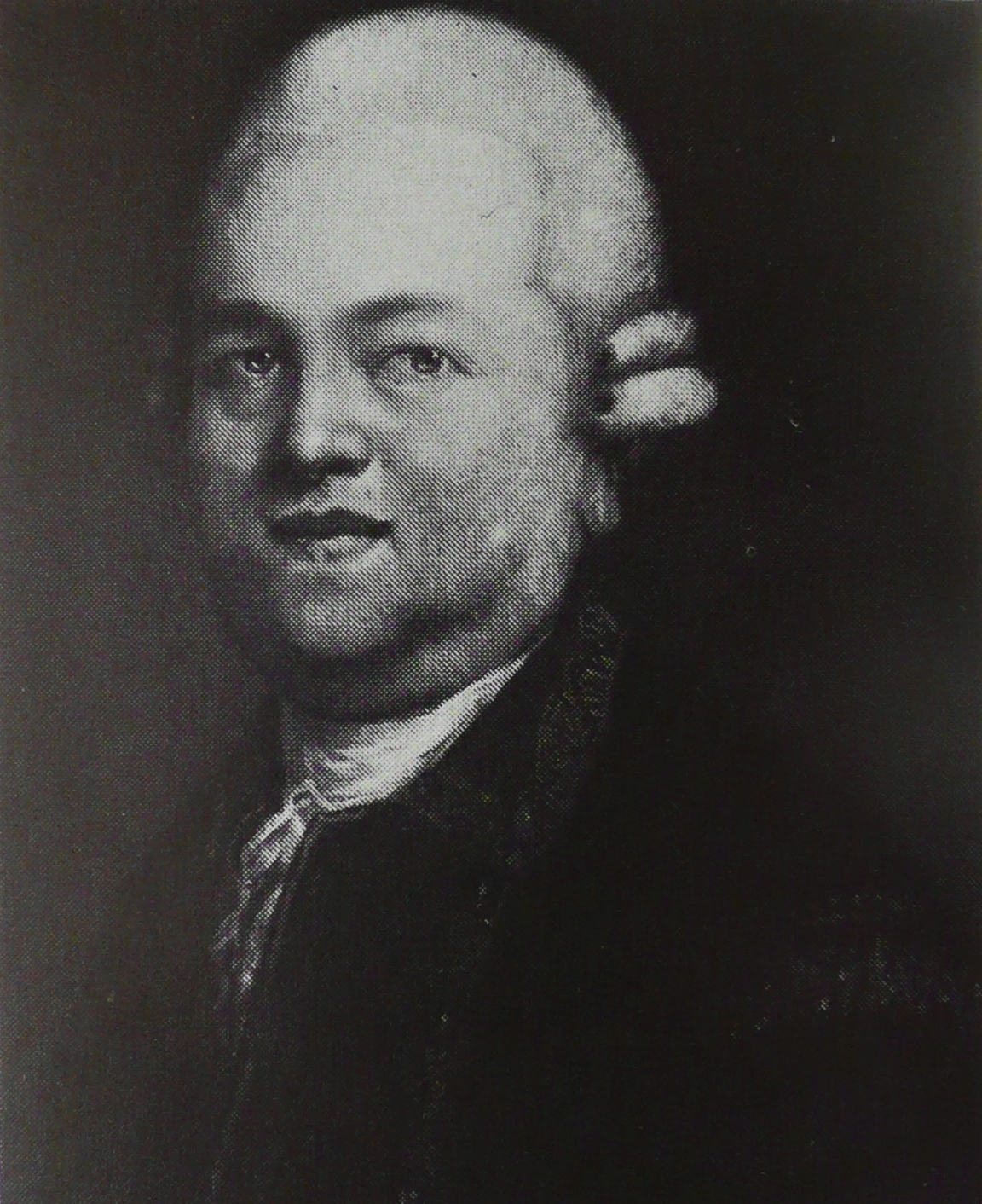
Friedrich Wilhelm von Oppel (1720–1769)

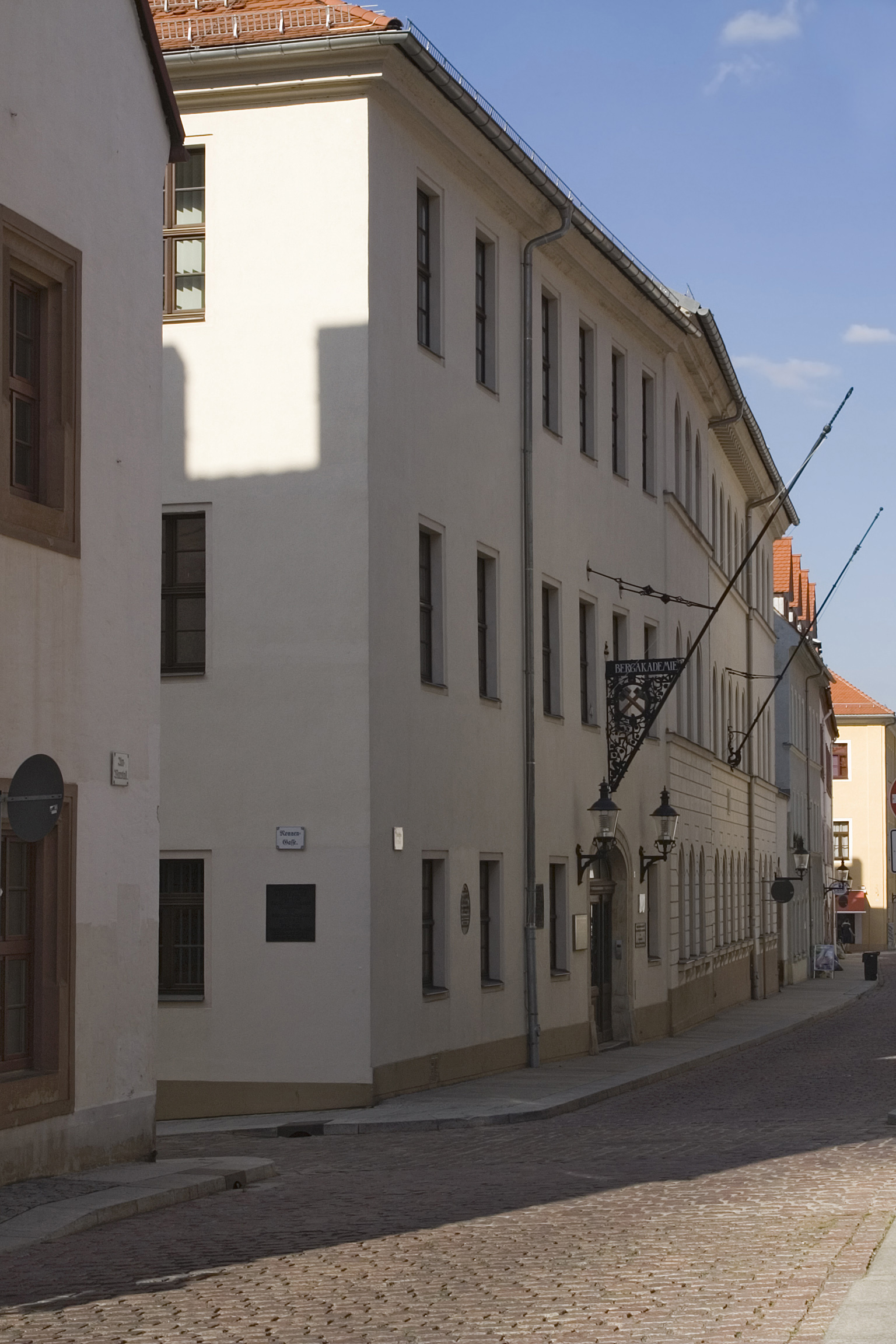
Ehemaliges Wohnhaus von Oppel, hier wurde 1765 die Bergakademie gegründet

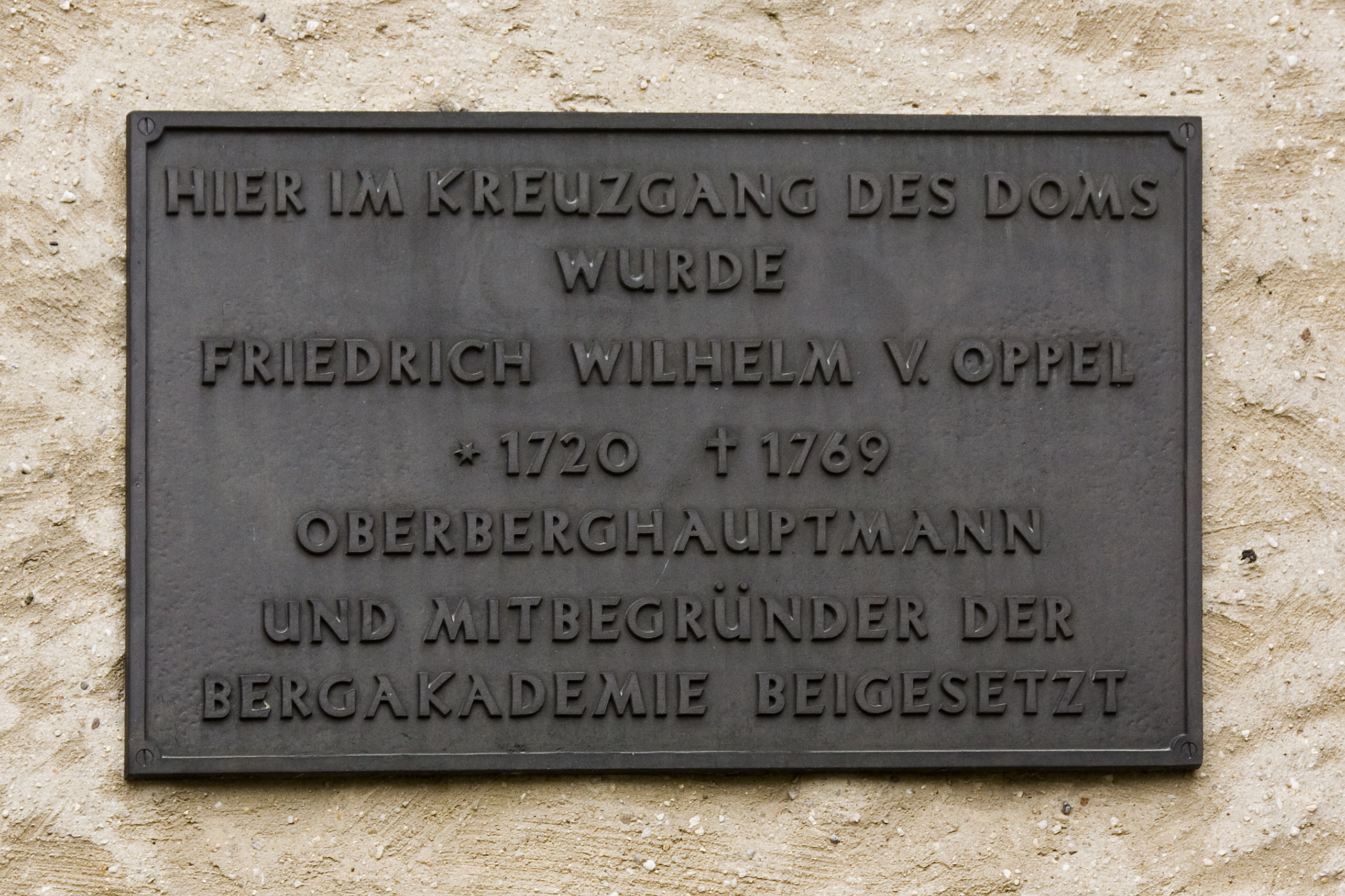
Tafel an Oppels Grabstätte in Freiberg

Friedrich Wilhelm von Oppel (* 4. Mai 1720 in Krebs; † 4. Februar 1769 in Freiberg) war kursächsischer Oberberghauptmann in Freiberg und Mitbegründer der Bergakademie Freiberg.

## Leben und Wirken
Der Sohn des Rittergutsbesitzers Bernhard Wilhelm von Oppel (1669–1738) auf Krebs bei Pirna und dessen Ehefrau Justine Christiane geb. von Heynitz (1688–1768) begann zunächst ein Studium der Rechtswissenschaften, fand aber schnell seine Neigung für den Bergbau und das Hüttenwesen im Erzgebirge. 1743 wurde er Assessor im Freiberger Oberbergamt, 1755 wurde er Berghauptmann und 1763 stieg er zum Leiter dieser Einrichtung auf und wurde Oberberghauptmann. In dieser Funktion bemühte er sich rege um die Förderung des erzgebirgischen Bergbaus nach dem Siebenjährigen Krieg.
Gemeinsam mit Friedrich Anton von Heynitz gründete er 1765 die Bergakademie Freiberg als erste montanwissenschaftliche Universität der Welt und wurde deren erster Leiter. Die Stiftung seiner privaten Mineralien-, Bücher- und Bergbaumodellsammlung bildete den Grundstock für die Sammlungen der Bergakademie.
Oppel war ab 1764 mit Juliana Sophia von Hartitzsch (1734–1813) verheiratet. Unter den Kindern der Ehe finden sich der spätere Direktor der Meißner Porzellanmanufaktur, Carl Wilhelm von Oppel (1767–1833), und der Staatsmann Julius Wilhelm von Oppel (1766–1832). Oppel starb 1769 in Freiberg und wurde im Kreuzgang des dortigen Doms bestattet.

## Werke
- Anleitung zur Markscheidekunst nach ihren Anfangsgründen und Ausübungen kürtzlich entworfen., Georg Conrad Walther, Dresden 1749 (Digitalisat)
- Analysis triangulorum, 1746 (Digitalisat)
- Die Abtheilung der Gehölze in jährliche Gehaue, 1760
- Bericht vom Bergbau, 1769 (Digitalisat)

## Ehrungen
Der „Verein der Freunde und Förderer der TU Bergakademie Freiberg e. V.“ vergibt zusammen mit dem Rektor der Bergakademie Freiberg jährlich den mit 500 Euro dotierten Friedrich-Wilhelm-von-Oppel-Preis.